# Bikepark Winterberg

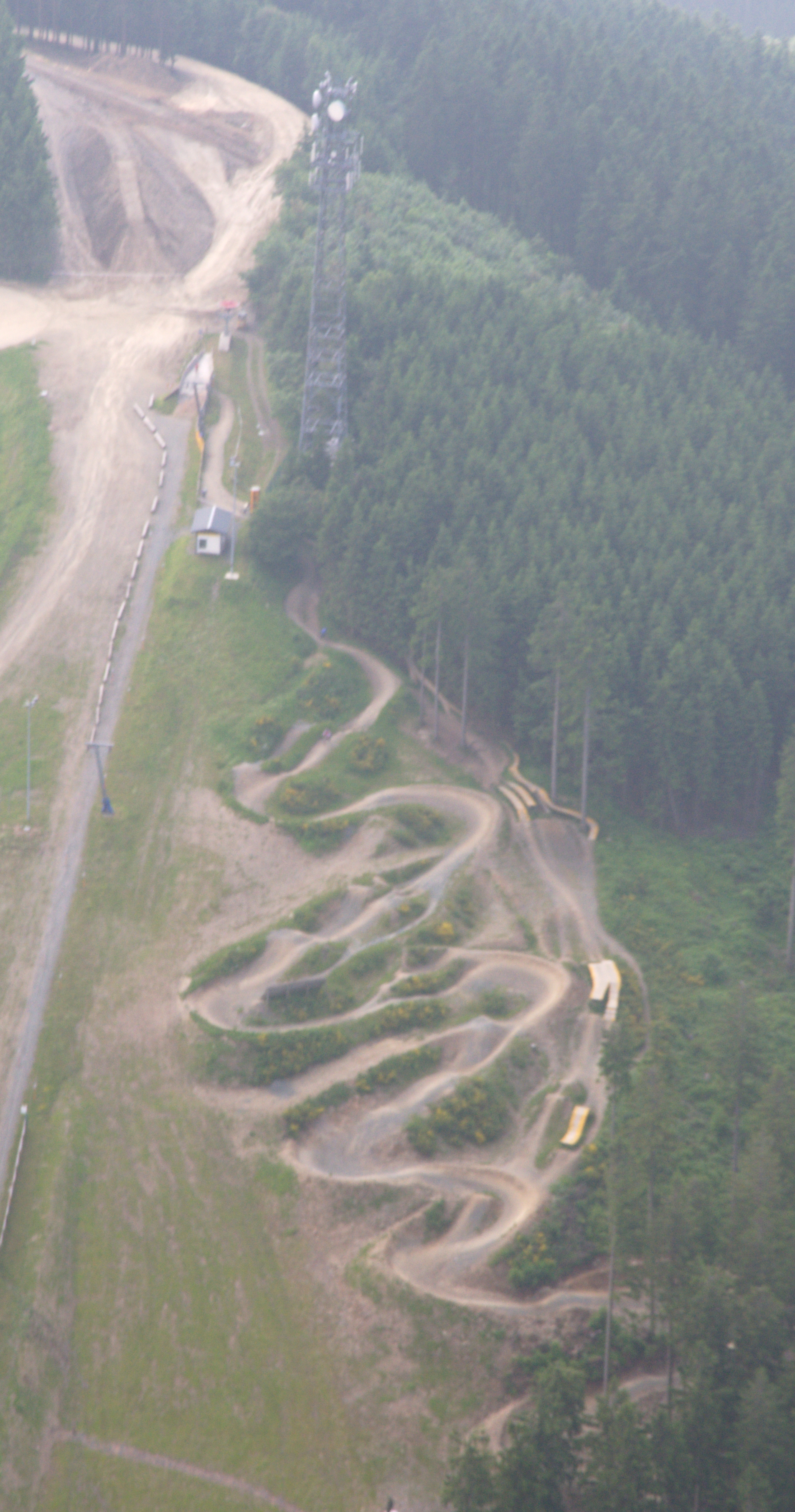
Oberer Teil des Bikeparks

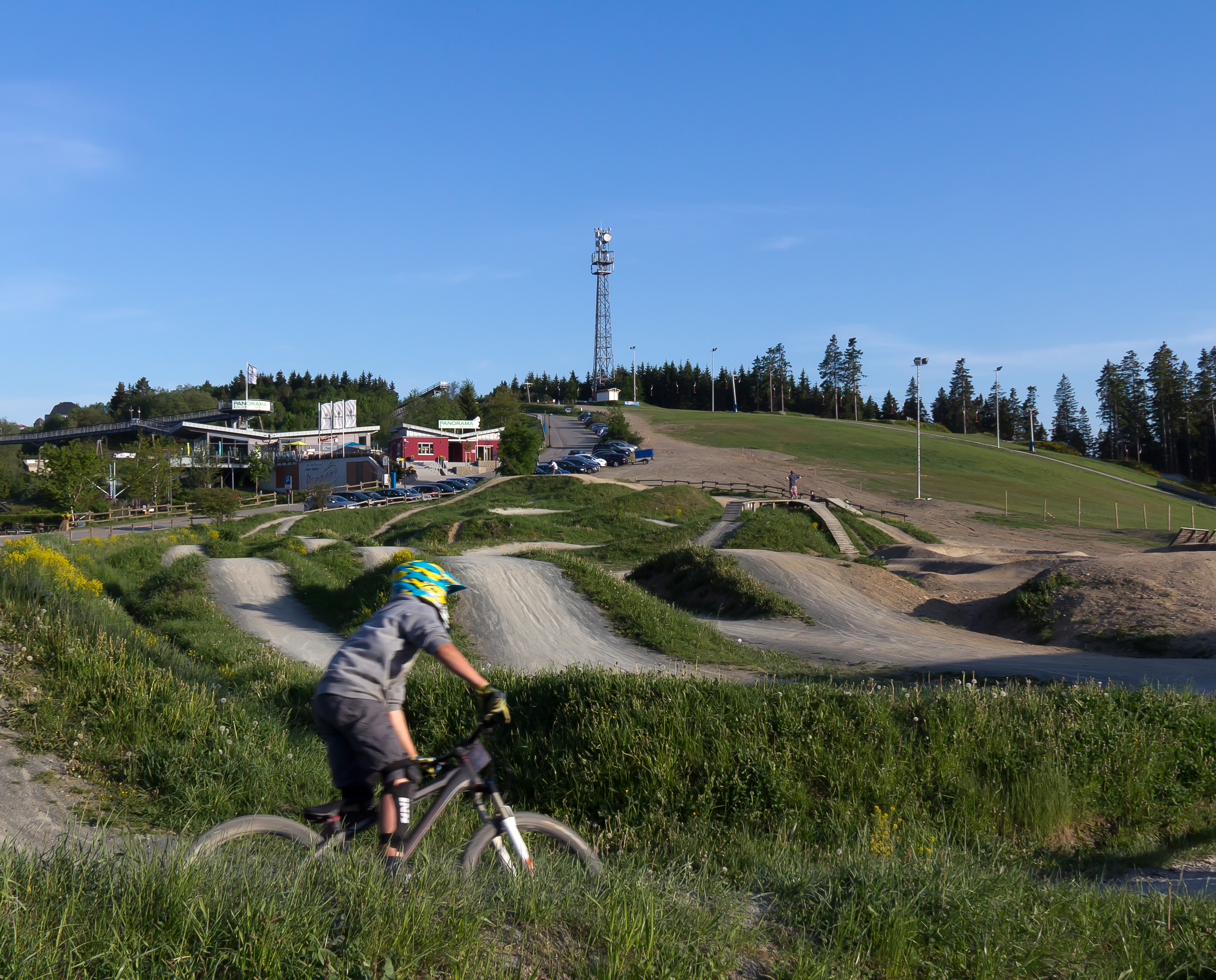
Übungsparcours, im Hintergrund die Gipfelregion der Kappe

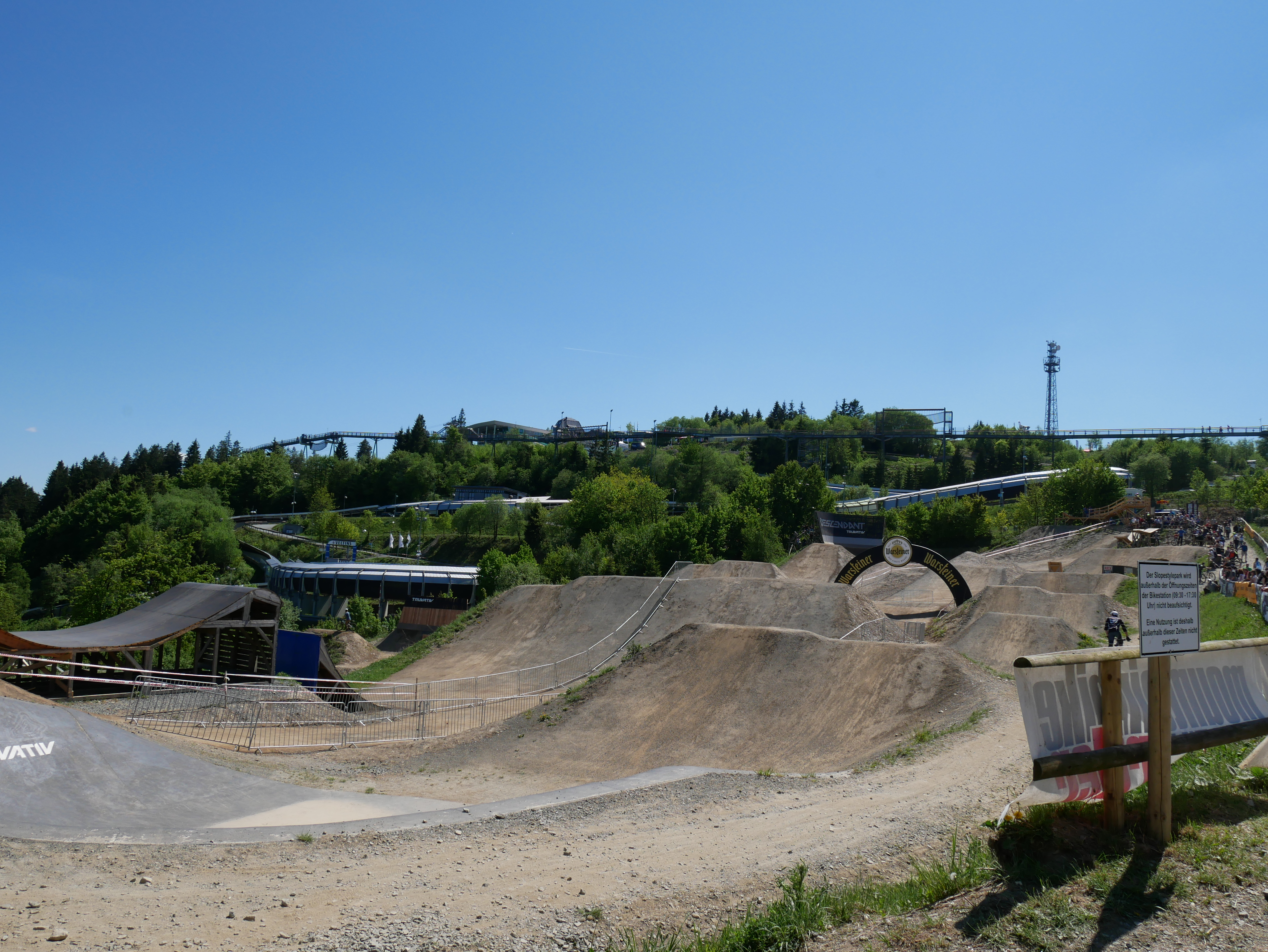
Slopestyle, im Hintergrund die Panorama-Erlebnis-Brücke

Der Bikepark Winterberg ist ein Fahrradpark im hochsauerländischen Teil des Rothaargebirges. Er liegt auf der 776 m hohen Kappe am Westsüdwest- bis Südwestrand der Kernstadt von Winterberg im nordrhein-westfälischen Hochsauerlandkreis. Er wurde 2003 in Betrieb genommen, da man die dortigen Skilifte im Sommer nutzen wollte.

## Allgemeines
Der Bikepark Winterberg wird vom Freizeitunternehmen Erlebnisberg Kappe betrieben. Die Sportanlage ist nach Angaben des Bundesministeriums für Verkehr der größte seiner Art im nord- und mitteldeutschen Raum. Das Einzugsgebiet umfasst einen Radius von 100 bis 200 km. Aus der näheren Umgebung kamen einer Studie zufolge nur wenige Besucher. Ein Großteil kommt aus den urbanen Zentren an Rhein und Ruhr. Es handelt sich damit um ein Freizeitangebot mit betont überregionalem Charakter. In der Saison 2006 (Mai bis Oktober) besuchten 30.000 Besucher die Anlage.

## Strecken
Die insgesamt elf Strecken sind zusammen über 12 km lang. Es gibt Übungsparcours, Waldstrecken und relativ kurze, dafür extrem kurvige Rennstrecken, in denen sich bis zu vier Personen messen können. Die Strecken heißen Beginner & Kids Parcours, Continental Track, RockShox Slopestyle, Woodpecker, Jumpline, Losee Lee, Pinball, North Shore, Freeride, iXS Downhill, Black Line und SRAM Flow Country.

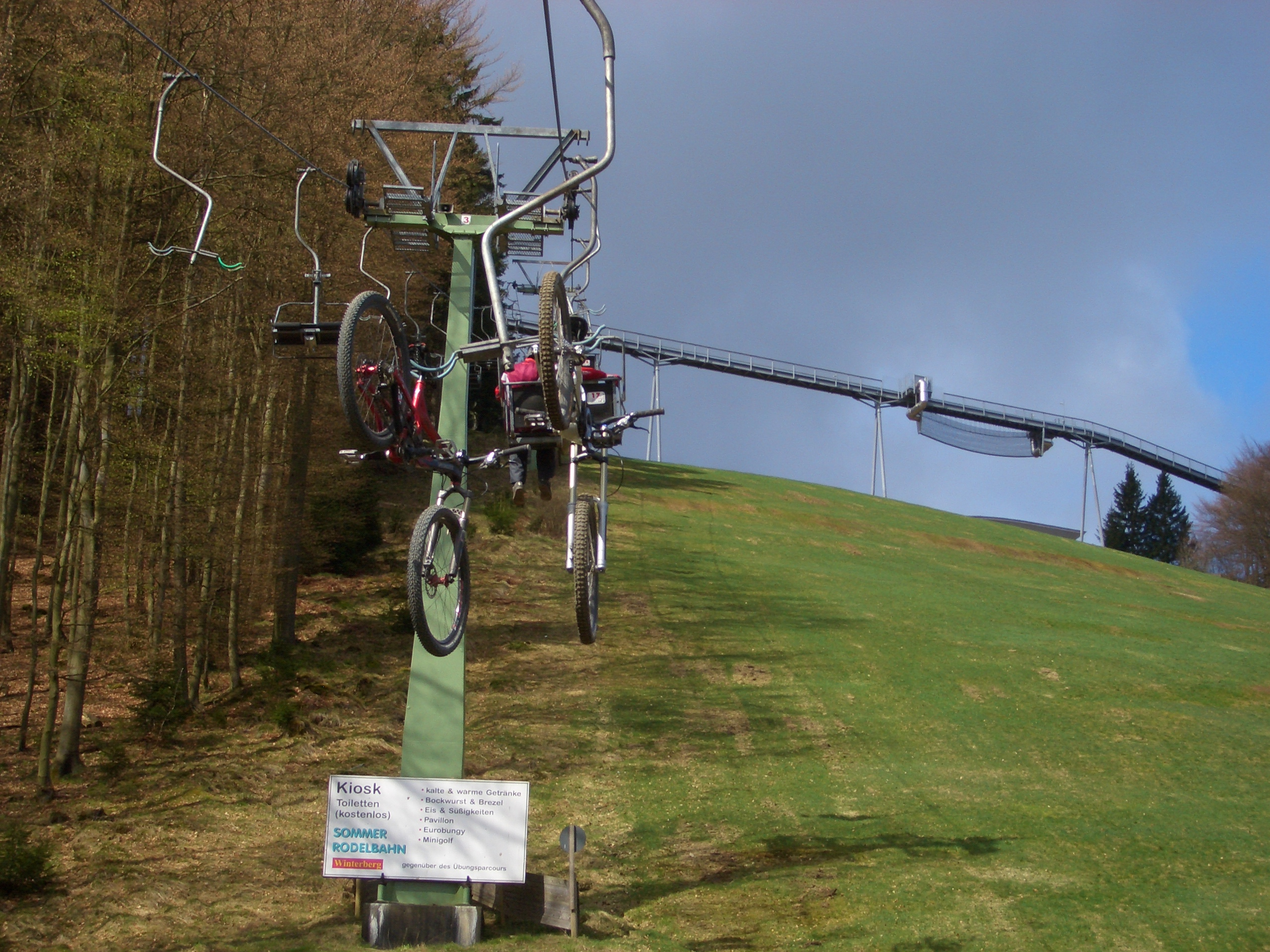
Lift für Fahrräder und Fahrer im unteren Teil des Bikeparks mit
Panorama-Erlebnis-Brücke (hinten)

Um die Fahrräder und die Fahrer wieder auf den Berg zu transportieren, stehen zwei Lifte zur Verfügung: Im Bereich der leichteren und mittelschweren Strecken am Nordwesthang der Kappe ein Vierersessellift und für die längeren und mittelschweren bis schweren Strecken am Osthang ein Sechsersessellift, beide Lifte werden im Winter als Teil des Skiliftkarussell Winterberg durch Skifahrer genutzt.

## Dirt Masters
Das Dirt Masters im Bikepark Winterberg, erstmals 2006 veranstaltet, ist das größte Freeride-Festival in Europa. Bei der Radsportveranstaltung gibt es Wettbewerbe im Slopestyle, Downhill, 4 Cross und Enduro. Zum Festival kamen 2010 an drei Tagen 30.000 Besucher; im Rest der Saison kamen 21.000 Radfahrer.
Das viertägige Dirt Masters 2019 mit elf Rennen in verschiedenen Disziplinen zog rund 40.000 Besucher an. Am Rande der Veranstaltung kam es zu einem tödlichen Unfall am sogenannten Roadgap, einer dreieinhalb Meter hohen Holzschanze.
Im Jahr 2022 kam es durch zahlreiche jüngere Besucher des Dirt Masters zweimal nachts in Winterberg zu krawallartigen Szenen, was zu Kritik an der Veranstaltung und der Einführung eines neuen Sicherheitskonzepts im Folgejahr führte. 2024 kam es durch eine kleine Gruppe jüngerer Besucher zu Störungen im Stadtgebiet von Winterberg. Für die Veranstaltung, die an den vier Tagen im Mai 2024 mehr als 20.000 Besuchern verzeichnete, wird dennoch unter anderem von der Kreispolizeibehörde sowie der Stadtverwaltung eine überwiegend positive Bilanz gezogen. Sie gilt unter touristischen Aspekten als „ein Aushängeschild für die Ferienwelt Winterberg mit Hallenberg, die für einen vielfältigen und attraktiven Radtourismus steht“.
Da es in Vorjahren immer wieder zu Ausschreitungen kam, wurde der Veranstalter des Festivals für 2025 ausgetauscht. Wegen Gruppen von Jugendlichen hatte man von Chaosnächten gesprochen. Es kam zu Sachbeschädigungen und Körperverletzungen. Es kam zur Zündung von Feuerwerkskörpern und zum Abbrennen von Bengalos. Die Polizei sprach Platzverweise aus. 2024 gab es rechtsradikale Vorfälle, u. a. wurden Nazi-Parolen gerufen und ein Hakenkreuz auf die Straße gesprüht.

## Unfälle
Nach Zahlen des Hochsauerlandkreises aus den Jahren 2018 bis 2022 muss einmal pro Tag der Rettungsdienst zum Bikepark ausrücken. 1,7 Mal pro Monat muss ein Rettungshubschrauber eingesetzt werden, um verletzte Sportler auszufliegen. 2019 starb ein Sportler und 2022 starben zwei Sportler bei Unfällen im Bikepark.